# シド・ウィルソン

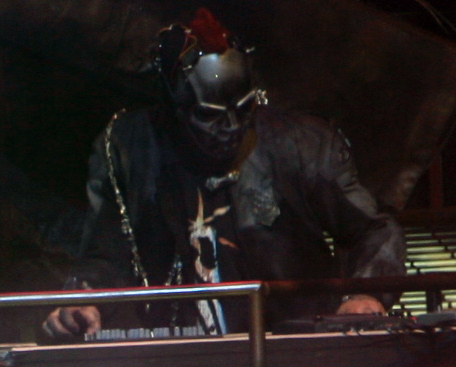
シド・ウィルソン

シド・ウィルソン （Sid "DJ StarScream" Wilson、1977年1月20日 - ）は、アメリカ合衆国のミュージシャン。スリップノットのメンバーであり、ターンテーブル担当。ソロ名義で「DJスタースクリーム」としても活動中。

## 概要
1998年 スリップノットに加入
アニメ『トランスフォーマー』の大ファン。
日本では『デスノート the Last name』のトリビュート・アルバム『The songs for DEATH NOTE the movie 〜the Last name TRIBUTE〜』に参加。
先天性の多指症で指が6本あったが、手術で現在は5本になり、傷跡もほとんどない。

## ディスコグラフィ

### シド・ウィルソン
- SID（2011年）
- Repeat (with thekeenone)（2011年）

### DJスタースクリーム
- Full Metal Scratch-It（2003年）
- Abunaii Sounds - Tataku On Your Atama（2003年）
- Sound Assault（2005年）
- Live at Konkrete Jungle New York City（2005年）
- The New Leader（2006年）
- This Is Full Metal Jungle Vol.1（2008年）